# Havana (Illinois)
Havana – miasto w Stanach Zjednoczonych, w stanie Illinois, w hrabstwie Mason.